# Tittenkofen
Tittenkofen ist ein Gemeindeteil der Gemeinde Fraunberg im oberbayerischen Landkreis Erding.

## Lage
Das Dorf Tittenkofen liegt am Ostrand des Erdinger Mooses auf der Gemarkung Reichenkirchen an der Staatsstraße 2082.
Der Name Tittenkofen ist vom Personennamen Tuto abgeleitet.

## Persönlichkeiten
- Ulrike Scharf (* 1968), bayerische Politikerin, stammt aus Tittenkofen
- Monika Gruber (* 1971), bayerische Kabarettistin und Entertainerin, stammt aus Tittenkofen